# Keith Lasley
Keith William Robert Lasley (ur. 21 września 1979 w Glasgow) – szkocki piłkarz występujący na pozycji pomocnika. 

## Kariera
Piłkarz karierę zaczął w roku 1999, w Motherwell. Grał tam do 2004, rozegrał 85 spotkań, strzelił 12 bramek. Od 2004 do 2006 grał dla Plymouth Argyle F.C. Do tego klubu przyszedł na zasadzie wolnego transferu. Rozegrał 29 meczów.
Wiosną 2006 roku został wypożyczony do Blackpool. Zagrał w ośmiu spotkaniach. W sezonie 2006/2007 wrócił do Motherwell i grał tam do końca kariery w 2017 roku.
W rozgrywkach Scottish Premier League oraz Scottish Premiership rozegrał łącznie 413 spotkań i zdobył 19 bramek.